# Apanteles exelastisae
Apanteles exelastisae är en stekelart som beskrevs av Bhatnagar 1948. Apanteles exelastisae ingår i släktet Apanteles och familjen bracksteklar. Inga underarter finns listade i Catalogue of Life.